# Phaonia sinidecussata
Phaonia sinidecussata este o specie de muște din genul Phaonia, familia Muscidae, descrisă de Xue și Qiao Ping Xiang în anul 1993. Conform Catalogue of Life specia Phaonia sinidecussata nu are subspecii cunoscute.